# Łubień
Łubień (biał. Лубень; ros. Лубень) – wieś na Białorusi, w obwodzie mińskim, w rejonie stołpeckim, w sielsowiecie Derewno.

## Historia
W dwudziestoleciu międzywojennym leżał w Polsce, w województwie nowogródzkim, w powiecie stołpeckim, w gminie Rubieżewicze. W 1921 miejscowość liczyła 438 mieszkańców, zamieszkałych w 80 budynkach, wyłącznie Polaków. 342 mieszkańców było wyznania rzymskokatolickiego, 91 prawosławnego i 5 mojżeszowego.
W czasie II wojny światowej 11 mieszkańców Łubienia dołączyło do Zgrupowania Stołpeckiego Armii Krajowej.
Po II wojnie światowej w granicach Związku Radzieckiego. Od 1991 w niepodległej Białorusi.